# خيسوس بيريز
خيسوس بيريز (بالإسبانية: Jesús Pérez)‏ (مواليد 25 ديسمبر 1971) هو ملاكم كولومبي، مثّل بلاده في الألعاب الأولمبية الصيفية 1992.

## روابط خارجية
خيسوس بيريز على موقع أوليمبيديا (الإنجليزية)